# Athens (Illinois)
Athens è un comune degli Stati Uniti d'America, situato in Illinois, nella Contea di Menard.